# Jaws
|  | Aquest article tracta sobre el sistema de gestió de continguts. Per la pel·lícula d'Steven Spielberg, vegeu l'article Jaws (pel·lícula). |

Jaws és un sistema de gestió de continguts per construir llocs dinàmics a la xarxa. Procura ser amigable a l'usuari, proporcionant-li una gran facilitat d'ús i moltes formes diferents de personalitzar el contingut, però al mateix temps és amigable al desenvolupador, ja que ofereix una forma fàcil i poderosa per a modificar els seus propis mòduls.

## Requisits
- Un servidor web - de preferència Apache o Cherokee.
- PHP versió 4.3 o superior, 5.0 o superior (amb support xml).
- Un servidor de base de dades - preferiblement MySQL 4.1 o superior.
- GD o ImageMagick per a l'organitzador d'imatges.